# Везелка
Везелка (рос. Везелка) — річка в Росії у Бєлгородському районі Бєлгородської області. Права притока річки Сіверського Дінця (басейн Азовського моря).

## Опис
Довжина річки приблизно 26,83 км, найкоротша відстань між витоком і гирлом —22,13  км, коефіцієнт звивистості річки — 1,21 . Формується багатьма балками та загатами.

## Розташування
Бере початок на північній стороні від села Безсонівка. Спочатку тече на північний схід через село Пушкарне, далі тече переважно на південний схід через село Стрілецьке і в південно-східній частині міста Бєлгород впадає у річку Сіверський Донець, праву притоку Дону.

## Притоки
- Болховець (ліва); Гостинка (права).

## Цікаві факти
- Між селами Пушкарне та Стрілецьке річку перетинає автошлях E105[2] (європейський автошлях, що бере свій початок в норвезькому Кіркенесі і закінчується в українській Ялті. Довжина — 3770 кілометрів.).